# Marjorie Liu
Marjorie Liu é uma autora americana que se tornou conhecida no mercado literário americano no início da década de 2000 por seu trabalho com romances paranormais e fantasia urbana, em especial a série Tiger Eye. Em 2005, escreveu o romance X-Men: Dark Mirror, e, posteriormente, começou a atuar como roteirista de diferentes revistas da Marvel Comics, como NYX, X-23, Dark Wolverine e Astonishing X-Men. Desde 2015, escreve a série autoral Monstress. Por seu trabalho na série, foi indicada pela primeira vez em 2016 ao Eisner Award de "Melhor Escritora", conquistando o prêmio em 2018, compartilhado com o escritor Tom King.

### Série Dirk & Steele
- 1	Tiger Eye 2005
- 2	Shadow Touch 2006
- 3	The Red Heart of Jade 2006
- 3.5 A Dream of Stone and Shadows 2006
- 4	Eye of Heaven 2006
- 5	Soul Song 2007
- 6	The Last Twilight 2008
- 7	The Wild Road 2008
- 8	The Fire King 2009
- 9	In the Dark of Dreams 2010
- 10 Within the Flames 2011
- 11 Where the Heart Lives 2012

### SérieHunter Kiss
- 1	The Iron Hunt 2008
- 2	Darkness Calls 2008
- 2.5 Hunter Kiss 2007
- 2.6 Armor of Roses 2010
- 3	A Wild Light 2010
- 3.5 The Silver Voice 2011
- 4	The Mortal Bone 2011
- 5	Labyrinth of Stars 2014

### Outros romances
- A Taste of Crimson: Crimson City, Book 2 (2005)
- X-Men: Dark Mirror (2005)

### Quadrinhos
- NYX: No Way Home #1 - 6 (Marvel Comics, 2008–2009)
- Dark Wolverine #75 - 90 (co-written with Daniel Way, Marvel Comics, 2009–2010)
- X-23 Vol. 2 #1- Women of Marvel (Marvel Comics, 2010)
- Black Widow Vol. 4 #1 - 5 (Marvel Comics, 2010)
- Girl Comics #3 (Wolverine & Jubilee, Marvel Comics, 2010)
- Wolverine: Road to Hell  (Marvel Comics, 2010)
- Daken: Dark Wolverine #1 - 9 (com Daniel Way, Marvel Comics, 2010–2011) (continuação do Dark Wolverine)
- X-23 Vol. 3 #1 - 21 (Marvel Comics, 2010–2012)
- Jim Henson's Storyteller ("Puss in Boots", Archaia, 2013)
- Astonishing X-Men Vol. 3 #48 - #68, (Marvel Comics, 2012–2013)
- X-Termination #1 (Marvel Comics, 2013)
- X-Treme X-Men Vol. 2 #13 (Marvel Comics, 2013)
- Legends of Red Sonja #4 (Dynamite, 2014)
- Monstress (Image Comics, 2015-2022)
- Star Wars: Han Solo (Marvel Comics, 2016)
- The Night Eaters (Abrams, 2022)